# Oliver Tree
Oliver Tree Nickell (Santa Cruz, 29 de junho de 1993) é um cantor, produtor musical e comediante americano. Tree assinou contrato com a Atlantic Records em 2017 depois que sua música "When I'm Down" se tornou viral. Ele alcançou mais sucesso com sua música "Life Goes On" em 2021, que desde então acumulou mais de 400 milhões de streams no Spotify.

## Início de vida
Oliver Tree Nickell nasceu em 29 de junho de 1993, em Santa Cruz, Califórnia, onde foi criado. Ele disse que teve "aulas de piano aos três anos de idade,  começou a compor no ano seguinte e teve um álbum escrito aos seis anos de idade''.
Tree estudou administração na Universidade Estadual de São Francisco por dois anos e Tecnologia Musical no Instituto de Artes da Califórnia.

## Carreira

### 2010–2016: Começo de carreira e hiato
Oliver lançou sua carreira solo com "Tree" em 2010. Inicialmente, Oliver lançou sua música sozinho, mas logo assinou um contrato com a R&S Records em 2011. Sua primeira experiência musical foi cantando e tocando guitarra em uma banda chamada Irony. Sob o pseudônimo de Kryph, Tree produziu dubstep por um breve período de tempo e se apresentou em festivais como o Wobbleland 2011 em São Francisco. Ele realizou shows de abertura para artistas como Tyler, the Creator, Nero e Frank Ocean.
Aos 18 anos, Tree assinou contrato com a R&S Records, com sede em Londres, e lançou seu primeiro EP, Demons. O EP ganhou algum reconhecimento depois que o vocalista da Radiohead, Thom Yorke, aprovou seu cover de sua música "Karma Police". Tree se viu em um hiato quando voltou para a escola, estudando Tecnologia Musical no Instituto de Artes da Califórnia.

### 2016–2018: Retorno à música eAlien Boy
Em novembro de 2016, ele voltou à música estreando na televisão. Logo após o lançamento de "When I'm Down", Tree assinou contrato com a Atlantic Records e, um mês depois, formou-se no Instituto de Artes da Califórnia.
Tree muitas vezes escreve, atua e dirige esquetes em vídeos de comédia.
Em fevereiro de 2018, Tree lançou seu EP de estreia, Alien Boy, junto com o videoclipe duplo de "All That x Alien Boy". Tree escreveu e dirigiu o debut, que levou mais de nove meses para ser feito. Ele também passou cinco meses praticando saltos de caminhões e realizou todas as suas acrobacias no videoclipe.
Oliver tocou em grandes festivais como Lollapalooza, e se apresentou como convidado especial no Coachella, onde foi posteriormente nomeado no LA Weekly "O melhor (e estranho) estilo no Coachella" em 2017.
Tree fez uma turnê pela América do Norte e pela Europa com Hobo Johnson em 2018.

### 2018–2020:Ugly Is Beautifule solos
Ao longo de 2018 e 2019, Tree lançou solos que fariam aparições em seu álbum de estreia, Ugly Is Beautiful. Em 7 de dezembro de 2018, Tree lançou seu segundo videoclipe, "Hurt", um single do álbum. Ele viajou à Ucrânia para filmar o vídeo, que ele escreveu e co-dirigiu com Brendan Vaughan, um diretor de videoclipes em ascensão. Na primeira semana, o videoclipe de "Hurt" alcançou um milhão de visualizações, enquanto a música recebeu uma reprodução significativa nas rádios. Em 11 de abril de 2019, Tree lançou um single denominado "Fuck", com o videoclipe sendo lançado no mesmo dia.
Seu quarto videoclipe e single, "Miracle Man", foi lançado em 7 de junho de 2019, com o vídeo atingindo 1,3 milhão de visualizações no primeiro dia de lançamento. Tree lançou seu segundo EP, Do You Feel Me? em 2 de agosto de 2019, com críticas sendo positivas.

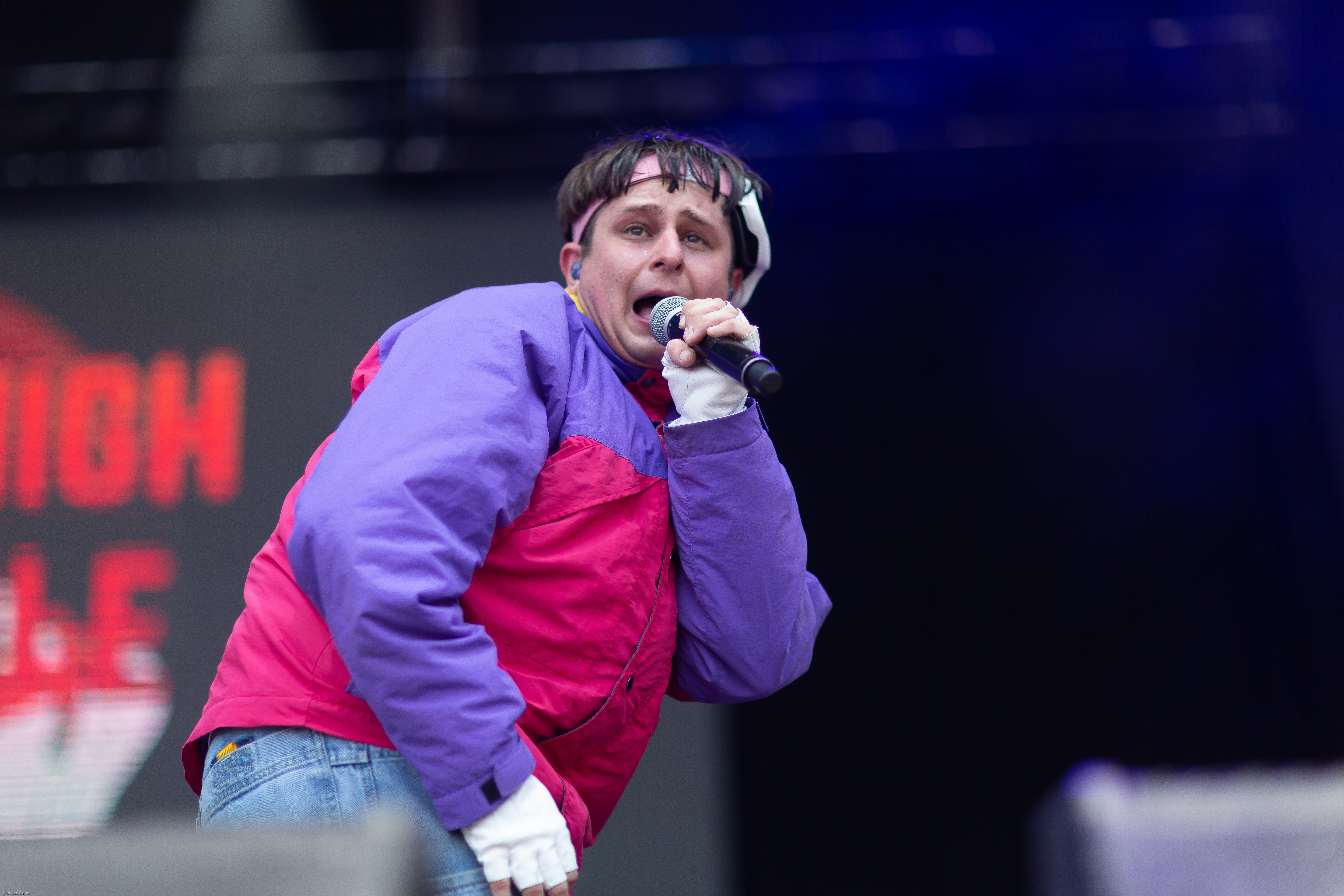
Oliver Tree em turnê.

Em 6 de dezembro de 2019, Tree lançou "Cash Machine", um single acompanhado por um videoclipe. Juntamente com o single, Oliver anunciou seu álbum de estreia, Ugly Is Beautiful, e anunciou que o álbum seria lançado em 27 de março de 2020. Em 25 de março de 2020, Tree postou uma mensagem em sua página no Twitter, afirmando que devido ao COVID -19, o lançamento de Ugly Is Beautiful atrasaria. Em 19 de maio, a data oficial de lançamento do álbum foi revelada para 12 de junho.
Em 16 de maio de 2020, Tree estabeleceu o recorde de maior patinete no Guinness, com um vídeo de si mesmo andando nos patins sendo postado em 17 de julho.
Em 8 de junho de 2020, Tree anunciou sua decisão de adiar Ugly Is Beautiful mais uma vez, desta vez para 17 de julho. Ele afirmou que, por causa das questões de racismo e violência policial contra negros que ocorreram durante o período após o assassinato de George Floyd, ele "não acreditava que fosse um momento apropriado" para lançar o álbum quando "coisas muito maiores" mereciam atenção. Em 17 de julho de 2020, Ugly Is Beautiful foi lançado.

### 2021–presente: Nova versão deUgly Is BeautifuleCowboy Tears
Apesar de afirmar que estava aposentado, Oliver lançou o single "Out of Ordinary" em 4 de fevereiro de 2021, anunciando uma nova edição de Ugly Is Beautiful.
Mais tarde, ele colaboraria com a banda rave russa Little Big e lançaria o single "Turn It Up", com Tommy Cash, de seu EP colaborativo Welcome to the Internet, que mais tarde foi lançado em 30 de setembro de 2021.
Em 12 de janeiro de 2022, Tree lançou o single "Cowboys Don't Cry" de seu segundo álbum, Cowboy Tears. Cowboy Tears foi lançado em 18 de fevereiro de 2022. Em 20 de maio, Tree lançou mais um single, "I Hate You". Ele também anunciou uma turnê para acompanhar o álbum.

## Discografia
Álbuns de estúdio
- Splitting Branches
- Ugly Is Beautiful 
Músicas como o artista principal
- All I Got / Welcome to LA
- Cheapskate
- When I'm Down
- All You Ever Talk About
- Enemy
- Upside Down
- Alien Boy
- Movement
- Turn It Up
- Life Goes On
- Out of Ordinary
- Let Me Down
- Bury Me Alive
- Let Me Down
- Cash Machine
- Hurt
- Fuck
- Miracle Man

Participações
- My Mind Is

(NVDES ft Oliver Tree)
- Forget It (Getter ft Oliver Tree)
- Running

(NVDES ft Oliver Tree)
- Pumpidup

(Lorenzo ft Oliver Tree)
- Freefall

(Whethan ft Oliver Tree)